# メタリスト・スタジアム
オーブラスチ・スポーツ・コンプレックス”メタリスト”(ウクライナ語:Обласний спортивний комплекс «Металіст»,英語:Metalist Oblast Sports Complex) または、メタリスト・スタジアム(ウクライナ語:Стадіон «Металіст»,英語: Metalist Stadium) は、ウクライナ・ハルキウにある競技場である。現在は、FCメタリスト・ハルキウとFCメタリスト1925ハルキウとFCシャフタール・ドネツクのホームスタジアムである。

## 概要
1925年、アナスタス・ミコヤンが聖霊墓地の跡地に建設を発注して工事が始まった。
1926年9月12日に開場し、その当時はトラクターを製造する会社がスタジアムを後援していたため、トラクターという名で知られていた。
UEFA EURO 2012開催のための改修工事を含めて、これまで4回の改修工事が行われている。南スタンドには3階建てのショッピングモールと「メタリスト・アリーナ」と呼ばれるビジネスセンターが建設され、地元企業や銀行が入居している。また、薬局、病院、旅行代理店などもある。
2012年7月、UEFA EURO 2012ではグループリーグ3試合が行われた。
2016年、ウクライナ・プレミアリーグの2015-16シーズンを終えたメタリスト・ハルキウは、財政破産のためスタジアムから撤退した。
2017年2月、ウクライナ東部の都市ドネツィクに本拠地を置く、シャフタール・ドネツクがウクライナ東部の紛争を理由に当スタジアムに本拠地を移した。
2017年3月、メタリスト1925ハルキウがホームスタジアムにすることが決まった。

## ホームスタジアムとして
2016年5月、メタリスト・ハルキウが財政破綻したため、一時的にホームスタジアムとして使用するプロサッカークラブがいなくなった。しかし、2017年2月からシャフタール・ドネツクが、2017年3月からは、メタリスト1925ハルキウがホームスタジアムとしている。

## UEFA EURO 2012
UEFA EURO 2012の開催スタジアムとして、グループBの3試合が行われた。
| 日付          | 時間(EEST) | チーム1    | 結果 | チーム2    | ラウンド  | 得点                                                            |
| ------------- | ---------- | ---------- | ---- | ---------- | --------- | --------------------------------------------------------------- |
| 2012年7月9日  | 19時00分   | オランダ   | 0–1  | デンマーク | グループB | ミカエル・クローン＝デリ                                        |
| 2012年7月13日 | 21時45分   | オランダ   | 1–2  | ドイツ     | グループB | マリオ・ゴメス ロビン・ファン・ペルシ                           |
| 2012年7月17日 | 21時45分   | ポルトガル | 2–1  | オランダ   | グループB | クリスティアーノ・ロナウド ラファエル・ファン・デル・ファールト |